# Oxford (Geòrgia)
Oxford és una població dels Estats Units a l'estat de Geòrgia. Segons el cens del 2000 tenia 1.892 habitants.

## Demografia
Segons el cens del 2000, Oxford tenia 1.892 habitants, 509 habitatges, i 387 famílies. La densitat de població era de 285,4 habitants/km².
Dels 509 habitatges en un 29,9% hi vivien nens de menys de 18 anys, en un 53% hi vivien parelles casades, en un 18,1% dones solteres, i en un 23,8% no eren unitats familiars. En el 20,8% dels habitatges hi vivien persones soles el 8,3% de les quals corresponia a persones de 65 anys o més que vivien soles. El nombre mitjà de persones vivint en cada habitatge era de 2,65 i el nombre mitjà de persones que vivien en cada família era de 3.
Per edats la població es repartia de la següent manera: un 17,9% tenia menys de 18 anys, un 34,4% entre 18 i 24, un 21,6% entre 25 i 44, un 18% de 45 a 60 i un 8,2% 65 anys o més.
L'edat mediana era de 22 anys. Per cada 100 dones de 18 o més anys hi havia 73,1 homes.
La renda mediana per habitatge era de 38.698 $ i la renda mediana per família de 43.571 $. Els homes tenien una renda mediana de 31.875 $ mentre que les dones 25.556 $. La renda per capita de la població era de 14.206 $. Entorn del 8,8% de les famílies i el 10,7% de la població estaven per davall del llindar de pobresa.

## Poblacions properes
El següent diagrama mostra les poblacions més properes.